# 1984년, 여름
《1984년, 여름》(영어: Summer of 84)은 캐나다에서 제작된 프랑수아 시마르, 아누크 우이셀, 요안카를 우이셀 감독의 2018년 미스터리 공포 영화이다. 그레이엄 버셰어 등이 출연하였다.
이 영화는 2018년 1월 22일 제34회 선댄스 영화제에서 전 세계 최초로 상영되었다. 미국 영화관에서는 2018년 8월 19일 건파우더 앤드 스카이에 의해 제한 개봉되었다.

## 줄거리
1984년 여름. 지난 10년간 오리건주 케이프 메이에선 총 13명의 십대 소년들이 실종되었다. 입스위치에 사는 15살 데이비는 이웃의 경찰 웨인 매키를 범인으로 의심하고 이를 친구 우디, 커티스, 이츠에게 털어놓는다. 한편 데이비는 이웃 소녀 니키와 가까워진다.
웨인의 집에서 봤던 소년이 우유곽의 실종 소년 사진으로 나타나자 데이비는 본격적으로 웨인의 일상을 조사하기 시작한다. 데이비는 웨인이 정기적으로 원예용구와 흙덩이를 구입한다는 사실을 파악하고, 그의 가방와 야밤의 달리기도 눈여겨본다. 눈치를 챈 웨인은 집 밖에 무전기를 심어둔다.
데이비는 웨인의 정원 창고에서 실종된 소년의 티셔츠를 발견한다. 데이비는 이를 부모님께 말씀 드리지만, 웨인은 데이비가 봤던 소년은 자신의 조카였을 거라고 둘러대고 후에 엉뚱한 사람을 용의자로 체포한다.
데이비 일행은 확실한 증거 확보를 위해 같이 웨인의 집안을 탐사하기로 한다. 그러나 커티스는 웨인의 흙자루와 원예 도구들이 도시 경관 미화 사업 명목으로 경찰서에서 구입한 물품이라는 걸 알게 되자 이츠와 함께 약속을 깬다.
데이비는 아빠의 비디오 카메라를 들고 우디, 니키와 함께 웨인의 집에 들어가 실종됐던 소년의 시체와 아직 숨이 붙어있는 새로운 피해자를 발견한다. 데이비는 벽에 걸려있는 자신의 가족 사진을 통해 웨인의 다음 범죄 대상자가 자신이라는 걸 깨닫는다.
데이비는 촬영분을 입스위치 경찰서에 내고, 웨인은 지명수배범이 된다. 바로 그날 밤 웨인은 데이비와 우디를 연안 섬에 정박된 순찰자로 납치한 뒤 탈주자 수색 놀이를 하자고 제안한다. 황야로 풀려난 데이비와 우디는 정신없이 내달리다가 시체 더미에 발이 걸려 넘어진다. 웨인은 우디만 죽이고 데이비는 다리에 칼집만 내고 끝낸다. 데이비가 평생 두려움에 떨며 살도록.
이후 신문엔 웨인의 행방이 오리무중이라는 기사가 실린다.

## 출연
- 그레이엄 버셰어 - 데이비 암스트롱 역
- 주다 루이스 - 토미 "이츠" 이턴 역
- 케일럽 에머리 - 데일 "우디" 우드워스 역
- 코리 그루터앤드루 - 커티스 패러데이 역
- 티어라 스코비 - 니키 커슈바 역
- 리치 서머 - 웨인 매키 역
- 제이슨 그레이스탠퍼드 - 랜들 암스트롱 역